# Oberpfaffendorf
Oberpfaffendorf ist eine Ortschaft und eine Katastralgemeinde der Stadtgemeinde Raabs an der Thaya im Bezirk Waidhofen an der Thaya im niederösterreichischen Waldviertel mit 17 Einwohnern (Stand 1. Jänner 2024).

## Geografie
Das Dorf liegt westlich von Raabs und links der Deutschen Thaya. Durch den Ort führt die Landesstraße L8068. Am 1. April 2020 umfasste die Ortschaft 12 Adressen.

## Geschichte
Auf der Flur Sand befand sich eine frühmittelalterliche Wallanlage, die zwischen 926 und 930 errichtet wurde und nur wenige Jahrzehnte in Funktion war. Sie kann als eigenständige Herrschaft betrachtet werden, die mit Bayern, Mährern, Böhmen und Ungarn in Konkurrenz und in Verbindung stand. Die mit Wällen und Mauern befestigte Höhensiedlung florierte vor allem durch die Jagd, daneben wurden aber auch Textilien, Eisengeräte und Tonwaren im Stil der in Mähren und Südböhmen gebräuchlichen Graphittonkeramik hergestellt. Weitere Funde weisen auf Beziehungen in den nordböhmischen, den polnischen und in den ungarischen Raum hin. Die Burganlage wurde von den Ungarn um die Mitte des 10. Jahrhunderts an einem August unerwartet niedergebrannt.
Um 1000, also wenige Jahrzehnte später, entstand in unmittelbarer Nähe die Burg Raabs als Sitz einer hochadeligen Familie. Im Tschechischen steht der Begriff „Rakúsko“, der wörtlich übersetzt hinter Raabs bedeutet, heute für ganz Österreich.
Der Ort Oberpfaffendorf wurde im Jahr 1544 erstmals erwähnt, muss aber deutlich älter sein. Vielleicht handelt es sich um einen abgekommenen Ort, der später erneut besiedelt wurde.
Im Jahr 1822 wurde der Ort als Dorf mit drölf Häusern genannt, das nach Raabs eingepfarrt war, wohin auch die Kinder eingeschult wurden. Die Herrschaft Pfarre Raabs besaß die Ortsobrigkeitbesorgte die Konskription und hatte die Grundherrschaft inne. Die Landgerichtsbarkeit wurde von der Herrschaft Raabs ausgeübt. Laut Adressbuch von Österreich waren im Jahr 1938 in Oberpfaffendorf ein Gastwirt und zwei Landwirte mit Direktvertrieb ansässig.

## Siedlungsentwicklung
Zum Jahreswechsel 1979/1980 befanden sich in der Katastralgemeinde Oberpfaffendorf insgesamt 22 Bauflächen mit 11.514 m² und 20 Gärten auf 26.483 m², 1989/1990 gab es 23 Bauflächen. 1999/2000 war die Zahl der Bauflächen auf 40 angewachsen und 2009/2010 bestanden 21 Gebäude auf 40 Bauflächen.

## Bodennutzung
Die Katastralgemeinde ist landwirtschaftlich geprägt. 97 Hektar wurden zum Jahreswechsel 1979/1980 landwirtschaftlich genutzt und 78 Hektar waren forstwirtschaftlich geführte Waldflächen. 1999/2000 wurde auf 99 Hektar Landwirtschaft betrieben und 78 Hektar waren als forstwirtschaftlich genutzte Flächen ausgewiesen. Ende 2018 waren 95 Hektar als landwirtschaftliche Flächen genutzt und Forstwirtschaft wurde auf 78 Hektar betrieben. Die durchschnittliche Bodenklimazahl von Oberpfaffendorf beträgt 25,5 (Stand 2010).